# The Adventurer
The Adventurer (Charlot, presidiario o El aventurero) es un cortometraje de 1917 con actuación y dirección de Charles Chaplin. Esta fue su última película para los estudios Mutual, y la última aparición de Eric Campbell.

## Argumento
Un grupo de policías busca en la playa infructuosamente a un fugitivo. El más gordo de ellos se pone a descansar. Junto a él, emerge de la tierra Charlot, en traje de presidiario. Al ver a los policías, escapa, sube el cerro, lo baja, se esconde detrás de las piedras y les da patadas a sus perseguidores cuando puede. Escapa finalmente nadando en el mar, mientras los guardias le disparan y lo persiguen en bote. 
En el puerto, se encuentra Edna con su pretendiente: el gigante de grandes barbas y cejas (Eric Campbell). De pronto, la madre de Edna se está ahogando. El gigante, en vez de ayudarla, se pone a pedir auxilio, y la joven se zambulle para rescatar a su madre. 
Llega entonces Charlot, y los salva a todos, incluso al gigante, que acababa de caer por accidente. El gigante traiciona a Charlot y lo hace caer al agua, de manera que ha de ser rescatado en la orilla por el chófer de las damas.
Llevan a su casa a Charlot, que, cuando despierta, se encuentra en un traje a rayas; toca a su alrededor y encuentra barras de hierro, y cree estar de nuevo en la cárcel, pero aparece el mayordomo y le sirve el desayuno. Charlot entiende ahora que está en buenas manos.
Se viste, baja y se encuentra en una cena de la alta sociedad, en la que tratará de conquistar a Edna. 

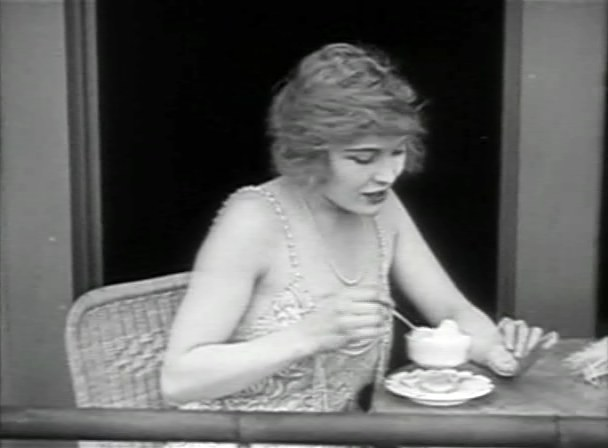
Edna Purviance en la película.

El rival, celoso, descubre en el diario que Charlot es el fugitivo buscado por la justicia.

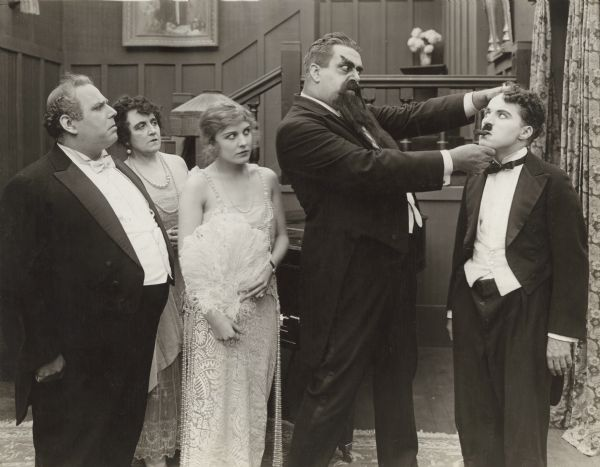
Bergman, Golden, Purviance, Campbell y Chaplin.

Charlot logra salvarse por el momento dibujándole barba a la foto del diario; pero aun así, el gigante llama a la policía.
Comienza la persecución en la casa. Es un caos total. Charlot sube por las escaleras, baja saltando del segundo piso, se esconde en el piano, se disfraza de lámpara, y, cuando finalmente se cree a salvo, un guardia lo captura. Convence entonces al guardia de que salude con la mano a Edna, el guardia lo hace, Charlot se suelta y emprende una huida vertiginosa, perseguido por la policía.

## Reparto
| Actor              | Personaje                | Notas         |
| ------------------ | ------------------------ | ------------- |
| Charles Chaplin    | Fugitivo                 |               |
| Edna Purviance     | Joven                    |               |
| Henry Bergman      | Padre de la joven        |               |
| Eric Campbell      | Pretendiente de la joven |               |
| Albert Austin      | Mayordomo                |               |
| Marta Golden       | Madre de la joven        | Sin acreditar |
| Phyllis Allen      | Institutriz              | Sin acreditar |
| Frank J. Coleman   | Guardia de la prisión    | Sin acreditar |
| James T. Kelly     | Viejo                    | Sin acreditar |
| Toraichi Kono      | Conductor                | Sin acreditar |
| John Rand          | Invitado                 | Sin acreditar |
| Loyal Underwood    | Invitado                 | Sin acreditar |
| Janet Miller Sully | Marie                    | Sin acreditar |
| May White          | Dama                     | Sin acreditar |
| Tiny Sandford      | Policía                  | Sin acreditar |
| Monta Bell         | Figurante                | Sin acreditar |